# Johan Widerberg
Johan Olof Widerberg (født 16. marts 1974 i Stockholm) er en svensk skuespiller. Han er søn af instruktøren Bo Widerberg (1930-1997).
Widerbergs karriere begyndte i hans fars filmprojekter. Han har blandt andet medvirket i film som Lærerinden (1995), Under solen (1998) og En mand der hedder Ove (2015), samt tv-serier som Modus, Springfloden, Bäckström og Mord i Skærgården. Han medvirkede også i den amerikanske film Ocean's Twelve fra 2004.
Widerberg har været nomineret til Guldbaggen hele tre gange i henholdsvis 1996, 1999 og 2012.

## Udvalgt filmografi
- Manden på taget (1976, ukrediteret)
- Manden fra Mallorca (1984, ukrediteret)
- Slangens vej (1986)
- Nordexpressen (1992)
- Beck - politimorderen (1994)
- Lærerinden (1995)
- Selma & Johanna - En roadmovie (1997)
- Under solen (1998)
- På fremmed mark (2000)
- Gossip (2000)
- Switching (2003)
- Ocean's Twelve (2004)
- Som dag og nat (2009)
- Happy End (2011)
- Modus (tv-serie, 2015)
- En mand der hedder Ove (2015)
- Springfloden (tv-serie, 2016-2018)
- Savnet (tv-serie, 2017)
- The Wife (2017)
- Fartblind (tv-serie, 2019)
- Spionen (2019)
- Bäckström (tv-serie, 2020)
- Mord i Skærgården (tv-serie, 2022-2024)
- Doktrinen (tv-serie, 2024)